# Music from Another Dimension!
| Recensione | Giudizio |
| ---------- | -------- |
| AllMusic   |          |

Music from Another Dimension! è il quindicesimo ed ultimo album in studio della rock band statunitense Aerosmith, pubblicato il 6 novembre 2012 dalla Columbia Records. Questo è il loro primo album in studio dopo Honkin' on Bobo (2004) e il primo ad essere caratterizzato interamente da materiale inedito dopo Just Push Play (2001). L'album è stato pubblicato in formato CD singolo, insieme ad una versione deluxe che contiene l'album normale, un disco bonus con tre tracce in più e un DVD.
Gran parte dell'album è stata prodotta da Jack Douglas, noto per aver lavorato ai dischi più famosi degli Aerosmith durante gli anni '70, mentre la restante parte è stata co-prodotta da Steven Tyler e Joe Perry con la collaborazione occasionale del compositore Marti Frederiksen.
L'album ha debuttato al quinto posto della classifica Billboard 200 e ha venduto più di 63 000 copie negli Stati Uniti durante la prima settimana di messa in vendita, ottenendo tuttavia un successo inferiore rispetto ai precedenti dischi del gruppo.

## Tracce

### CD
Edizione CD del 2012, pubblicato dalla Columbia Records (88725 47909 2)
1. LUV XXX – 5:17 (testo: Steven Tyler – musica: Steven Tyler, Joe Perry)
2. Oh Yeah – 3:41 (Joe Perry)
3. Beautiful – 3:05 (testo: Marti Frederiksen, Steven Tyler – musica: Marti Frederiksen, Steven Tyler, Brad Whitford, Joey Kramer, Tom Hamilton)
4. Tell Me – 3:45 (Tom Hamilton)
5. Out Go the Lights – 6:55 (testo: Steven Tyler)
6. Legendary Child – 4:15 (testo: Steven Tyler – musica: Steven Tyler, Jim Vallance, Joe Perry)
7. What Could Have Been Love – 3:44 (Marti Frederiksen, Russ Irwin, Sten Tyler)
8. Street Jesus – 6:43 (testo: Steven Tyler – musica: Steven Tyler, Brad Whitford, Joe Perry)
9. Can't Stop Lovin' You – 4:04 (testo: Steven Tyler – musica: Steven Tyler, Brad Whitford, Joey Kramer, Marti Frederiksen, Tom Hamilton)
10. Lover Alot – 3:35 (testo: Steven Tyler – musica: Steven Tyler, Brad Whitford, Jesse Kramer, Joe Perry, Joey Kramer, Marti Frederiksen, Tom Hamilton)
11. We All Fall Down – 5:14 (Diane Warren)
12. Freedom Fighter – 3:19 (Joe Perry)
13. Closer – 4:04 (testo: Steven Tyler – musica: Steven Tyler, Joey Kramer, Marti Fredriksen)
14. Something – 4:37 (Joe Perry)
15. Another Last Goodbye – 5:47 (testo: Desmond Child, Steven Tyler – musica: Desmond Child, Steven Tyler, Joe Perry)
16. Shakey Ground – 4:39 (Jeffrey Bowen, Alphonso Boyd, Eddie Hazel)

Edizione doppio CD (Deluxe) del 2012, pubblicato dalla Columbia Records (88765 47908 2)
CD 1
1. LUV XXX – 5:17 (testo: Steven Tyler – musica: Steven Tyler, Joe Perry)
2. Oh Yeah – 3:41 (Joe Perry)
3. Beautiful – 3:05 (testo: Marti Frederiksen, Steven Tyler – musica: Marti Frederiksen, Steven Tyler, Brad Whitford, Joey Kramer, Tom Hamilton)
4. Tell Me – 3:45 (Tom Hamilton)
5. Out Go the Lights – 6:55 (testo: Steven Tyler – musica: Steven Tyler, Joe Perry)
6. Legendary Child – 4:13 (testo: Steven Tyler – musica: Steven Tyler, Jim Vallance, Joe Perry)
7. What Could Have Been Love – 3:44 (Marti Frederiksen, Russ Irwin, Sten Tyler)
8. Street Jesus – 6:43 (testo: Steven Tyler – musica: Steven Tyler, Brad Whitford, Joe Perry)
9. Can't Stop Loving You – 4:04 (testo: Steven Tyler – musica: Steven Tyler, Brad Whitford, Joey Kramer, Marti Frederiksen, Tom Hamilton)
10. Lover Alot – 3:35 (testo: Steven Tyler – musica: Steven Tyler, Brad Whitford, Jesse Kramer, Joe Perry, Joey Kramer, Marti Frederiksen, Tom Hamilton)
11. We All Fall Down – 5:14 (Diane Warren)
12. Freedom Fighter – 3:19 (Joe Perry)
13. Closer – 4:04 (testo: Steven Tyler – musica: Steven Tyler, Joey Kramer, Marti Fredriksen)
14. Something – 4:37 (Joe Perry)
15. Another Last Goodbye – 5:47 (testo: Desmond Child, Steven Tyler – musica: Desmond Child, Steven Tyler, Joe Perry)
16. Shakey Ground (Exclusive Track) – 4:35 (Jeffrey Bowen, Alphonso Boyd, Eddie Hazel)

CD 2
1. Up on the Mountain – 5:06 (Tom Hamilton) – Traccia bonus
2. Oasis in the Night – 4:07 (Joe Perry) – Traccia bonus
3. Sunny Side of Love – 3:28 (testo: Steven Tyler – musica: Steven Tyler, Marti Frederiksen) – Traccia bonus

DVD - Videos From Another Dimension! (solo nell'edizione deluxe)
1. Same Old Song and Dance (Live)
2. Oh Yeah (Live)
3. Rats in the Cellar (Live)
4. Train Kept A-Rollin' (Live) (feat. Johnny Depp)
5. A Conversation with Steven Tyler and Joe Perry
6. Extended Band Interviews
7. Brad's Studio Photographs

Durata DVD: circa 45 minuti

## Formazione
Aerosmith
- Steven Tyler – voce solista, pianoforte in We All Fall Down, armonica a bocca, produzione
- Tom Hamilton – basso, cori, voce solista in Up on the Mountain
- Joey Kramer – batteria
- Joe Perry– chitarra solista, cori, produzione, voce solista in Freedom Fighter, Something e Oasis in the Night
- Brad Whitford – chitarra ritmica, chitarra solista

Altri musicisti
- Julian Lennon - voci di fondo su "LUV XXX"
- Melanie Taylor - voci di fondo in "Oh Yeah" e "Out Go The Lights"
- Sharlotte Gibson   - voci di fondo in "Oh Yeah"
- Laura Jones   - voci di fondo in "Oh Yeah"
- Tom Scott - sassofono tenore in "Oh Yeah" e "Out Go The Lights"
- Jessy J - sassofono tenore in"Oh Yeah"
- John Mitchell - sassofono baritono in "Oh Yeah" e "Out Go The Lights"
- Bill Reichenbach, Jr. - trombone in "Oh Yeah" e "Out Go The Lights"
- Gary Grant - tromba in "Oh Yeah" e "Out Go The Lights"
- Larry Hall   - tromba in "Oh Yeah" e "Out Go The Lights"
- Mia Tyler - suonerie su "Beautiful"
- Russ Irwin - pianoforte e suoni di sostegno in What Could Have Been Love
- Carrie Underwood - voci in Can't Stop Loving You
- Johnny Depp - voci di fondo su "Freedom Fighter"
- Bruce Witkin   - voci di fondo su "Freedom Fighter"
- Su Paulo Santo  - organo hammond in "qualcosa" e "Tell Me", su "Closer" e "Freedom Fighter", mellotron su "Closer"
- Dr. Rudy Tanzi   - organo in "Something" e "Freedom Fighter"
- Jesse Sky Kramer - batteria aggiuntiva su "We All Fall Down"
- Zac Rae - pianoforte e sintetizzatore su "We All Fall Down", pianoforte elettrico su "Freedom Fighter"
- Desmond Child - pianoforte in "Another Last Goodbye"
- Jesse Kotansky - violino in "Another Last Goodbye"
- Daniel J. Coe - sintetizzatore in "Oasis in The Night", in "Another Last Goodbye"
- Rick Dufay - chitarra ritmica su "Shakey Ground"

Produzione
- Jack Douglas – produzione
- Marti Frederiksen – produzione in What Could Have Been Love, Beautiful, Lover a Lot e Closer
- Warren Huart – ingegneria del suono, cori in Legendary Child
- Chris Lord-Alge, Neal Avron – missaggio
- Tom Scott – arrangiamenti
- Casey Patrick Tebo – copertina album

## Classifiche
| Classifica (2012)          | Posizione massima |
| -------------------------- | ----------------- |
| Argentina                  | 7                 |
| Australia                  | 30                |
| Austria                    | 12                |
| Belgio (Fiandre)           | 67                |
| Belgio (Vallonia)          | 23                |
| Canada                     | 6                 |
| Danimarca                  | 28                |
| Finlandia                  | 17                |
| Francia                    | 35                |
| Germania                   | 7                 |
| Giappone                   | 6                 |
| Grecia                     | 25                |
| Irlanda                    | 32                |
| Italia                     | 7                 |
| Norvegia                   | 26                |
| Paesi Bassi                | 33                |
| Polonia                    | 31                |
| Regno Unito                | 14                |
| Regno Unito (rock & metal) | 1                 |
| Repubblica Ceca            | 16                |
| Scozia                     | 9                 |
| Spagna                     | 18                |
| Stati Uniti                | 5                 |
| Stati Uniti (digital)      | 7                 |
| Stati Uniti (hard rock)    | 1                 |
| Stati Uniti (rock)         | 1                 |
| Stati Uniti (tastemaker)   | 1                 |
| Svezia                     | 5                 |
| Svizzera                   | 11                |
| Ungheria                   | 14                |

## Date di pubblicazione
| Luogo       | Data             | Formato                     | Etichetta        |
| ----------- | ---------------- | --------------------------- | ---------------- |
| Germania    | 2 novembre 2012  | CD, download digitale, 2 LP | Columbia Records |
| Francia     | 5 novembre 2012  | CD, download digitale, 2 LP | Columbia Records |
| Regno Unito | 5 novembre 2012  | CD, download digitale, 2 LP | Columbia Records |
| Stati Uniti | 6 novembre 2012  | CD, download digitale, 2 LP | Columbia Records |
| Argentina   | 6 novembre 2012  | CD, download digitale, 2 LP | Sony Music       |
| Giappone    | 7 novembre 2012  | CD, download digitale, 2 LP | Sony Music       |
| Brasile     | 16 novembre 2012 | CD, download digitale       | Sony Music       |